# Eugène Faure
Eugène Faure (Saint-Marcellin-en-Forez, 11 settembre 1902 – Saint-Just-Saint-Rambert, 27 ottobre 1975) è stato un ciclista su strada francese.
Professionista dal 1928 al 1932 corse sempre come individuale, vinse il Polymultipliée nel 1930 e fu secondo all'edizione successiva.
Anche suo fratello maggiore Benoît Faure fu un ciclista professionista.

## Palmares
- 1930 (Individuale, una vittoria)

Polymultipliée